# ديفيد ويلكينسون
ديفيد ويلكينسون (بالإنجليزية: David Wilkinson)‏ هو مخترِع أمريكي، ولد في 5 يناير 1771 في سميثفيلد في الولايات المتحدة، وتوفي في 3 فبراير 1852 في Caledonia Springs, Ontario ‏ في كندا.

## وصلات خارجية
- ديفيد ويلكينسون على موقع الموسوعة البريطانية (الإنجليزية)